# Cuba Cabana
Cuba Cabana ist ein deutscher Spielfilm von Fritz Peter Buch aus dem Jahr 1952 in Schwarzweiß. Die Hauptrollen sind mit Zarah Leander und O. W. Fischer besetzt. Das Drehbuch stammt vom Regisseur. Es basiert auf einer Novelle von Tibor Yost. In der Bundesrepublik Deutschland kam der Streifen zum ersten Mal am 19. Dezember 1952 in die Kinos.

## Handlung
Der Film spielt in einem fiktiven südamerikanischen Land. Bei einer Auseinandersetzung zwischen der Polizei und rebellierenden Arbeitern auf den Ölfeldern geraten der Journalist Robby sowie sein Freund und Kollege Billy in eine brenzlige Situation, als letzterer verbotenerweise zu fotografieren versucht. Als er deshalb verhaftet wird, schlägt Robby den Chefingenieur der Ölgesellschaft k. o. Bald darauf erliegt dieser seinen Verletzungen. Robby kann – selbst erheblich verletzt – entkommen. Unterschlupf findet er bei der von ihm verehrten Arabella, der Besitzerin des eleganten Nachtklubs „Cuba Cabana“. Diese erwidert Robbys leidenschaftliche Zuneigung. Auf seine Bitte hin sucht sie den Gouverneur auf, mit dem sie eine alte Freundschaft verbindet, und fleht ihn an, den Bildreporter freizulassen. Die Liebe des Gouverneurs zu der schönen Frau ist aber noch nicht erloschen. Deshalb ist ihm jedes Mittel recht, seinen Rivalen Robby unschädlich zu machen. Zunächst ordnet er die Freilassung des Fotografen an und befiehlt dem Agenten Honneg, ihn auf Schritt und Tritt zu überwachen. So hofft er, Robby auf die Spur zu kommen. Der Plan funktioniert: Billy geht zum „Cuba Cabana“, und sofort schnappt die Falle zu.
Arabella sucht erneut den Gouverneur auf mit der Bitte, Robby am Leben zu lassen. Nachdem der Gouverneur das Einverständnis seiner politischen Gegner bekommen hat, wird dem Reporter die Todesstrafe erlassen. Dafür wird er des Landes verwiesen. Arabella hatte ihrem Geliebten immer versichert, mit ihm ins Ausland gehen zu wollen. Doch beim Abschiednehmen von der „Cuba Cabana“, ihrem Lebenswerk, erkennt sie ihren Fehler. Wegen eines kurzen Liebesrausches will sie die Stätte ihres großen Erfolges nicht aufgeben.
An Bord des Dampfers, der ihn in die Heimat bringen soll, findet Robby anstelle der Geliebten lediglich einen kurzen Abschiedsbrief. Sie selbst steht auf der Bühne ihres „Cuba Cabana“ und verzaubert mit ihrem Gesang das Publikum. Auch der Gouverneur besucht die Vorstellung. Jetzt darf er sich wieder Hoffnungen machen, dass Arabella zu ihm zurückkehren wird.

## Produktionsnotizen
Der Film entstand im Atelier München-Geiselgasteig der Bavaria Film mit Außenaufnahmen von Madrid, Sevilla, Barcelona und Malaga. Für die Bauten waren Hermann Warm und Bruno Monden zuständig, Produzent Hans Lehmann übernahm auch die Produktionsleitung. Die Uraufführung erfolgte am 19. Dezember 1952 in Düsseldorf.

## Musik
Die Filmmusik komponierte Heino Gaze. Die Liedtexte stammen von Bruno Balz. Es spielt das RIAS Tanzorchester unter der Leitung von Werner Müller. In dem Streifen erklingen folgende Titel:
- Sag’ mir nie wieder ‚Je t’aime‘ (Langsamer Walzer)
- Und wenn’s auch Sünde wär … (Slowfox)
- Schatten der Vergangenheit (Slowfox)
- Du machst mich so nervös (Foxtrott)
- Eine Frau in meinen Jahren

## Kritik
Das Lexikon des internationalen Films hält nicht viel von dem Streifen: „Exotisches und Erotisches in einer larmoyanten Hintertreppengeschichte, die auch musikalisch zu unattraktiv war, um Zarah Leander den Weg zum Nachkriegs-Comeback zu ebnen.“ Der Evangelische Film-Beobachter gelangt zu einem ähnlichen Schluss: „Ein Abenteuerfilm mit hektischer und unwahrscheinlicher Exotik.“

## Quelle
- Programm zum Film: Das Neue Film-Programm, erschienen im gleichnamigen Verlag H. Klemmer & Co., Neustadt an der Weinstraße, ohne Nummernangabe